# قانون حرية تعليم الأسرة
قانون حرية تعليم الأسرة هو مشروع قانون تم تقديمه للمرة الأولى في مجلس النواب الأمريكي بواسطة النائب رون بول (الحزب الجمهوري-تكساس) في عام 1998. ويسمح هذا القانون بتطبيق الإعفاءات الضريبية على نفقات التعليم.
في 15 فبراير، 2007، قام النائب بول بتقديم القانون مرة أخرى أمام المجلس، ولكن هذه المرة كانت بوجود ثلاثة نواب آخرين مشاركين في تقديم مشروع القانون وهم، توم فيني (جمهوري-فلوريدا) وبوبي راش (ديمقراطي-إلينوي) وجيم سينسينبرينر (جمهوري-ويسكونسن). وقد تم تصنيف مشروع القانون تحت فئة حقوق الإنسان 1056 (H.R. 1056) وتمت إحالته إلى لجنة السبل والوسائل (Ways and Means Committee). وفي ذلك الوقت، شارك في رعاية مشروع هذا القانون وتأييده ثلاثة نواب آخرين هم، روسكو بارتليت (جمهوري-ميريلاند)، وباتريك ماك هنري (جمهوري-كارولاينا الشمالية)، وجيف ميلر (جمهوري-فلوريدا).

## ملخص مشروع القانون
ينص مشروع القانون على «يتم تعديل قانون الإيرادات الداخلية لعام 1986 كي يسمح للأفراد بالإعفاء مقابل ضريبة الدخل، وذلك فيما يتعلق بـ رسوم التعليم الدراسية والنفقات ذات الصلة الخاصة بالتعليم الابتدائي والثانوي العام وغير العام.» ذلك أن الإعفاء الضريبي كان في الأصل بمبلغ 3000 دولار أمريكي في النسخ السابقة من مشروع القانون، ولكن في عام 2007 تم زيادة الإعفاء الضريبي المقترح ليصبح 5000 دولار لكل طفل في المدرسة.
على الرغم من أنه يمكن استخدام الإعفاء الضريبي في دفع الرسوم الدراسية للتعليم الخاص، فإنه يمكن أيضًا أن يُستخدم لدفع أي مصاريف مرتبطة بالمدرسة لأولئك الأطفال الذين يرتادون المدارس العامة أو يمكن أن يتم التبرع به لصالح الأنشطة الخارجية أو لهؤلاء الذين يحضر أطفالهم التعليم المسمى بالتعليم المنزلي. وتشمل المصروفات المستحِقة الرسوم الدراسية أو التكاليف التعليمية أو ثمن جهاز الحاسب الآلي الشخصي أو الكتب أو المستلزمات الدراسية أو تكاليف المواصلات.

## معلومات تاريخية
أشار بول عند تقديمه لمشروع القانون في المرة الأولى إلى أن ولاية أريزونا قد قدمت بالفعل قوانين إعفاء ضريبي مماثلة، وقد وجدت الحكومة أن تلك الإعفاءات قد نتج عنها زيادة الموارد المتاحة للتعليم نتيجة لذلك. وقد قال «إن تجربة أريزونا تعد دليلًا آخر على أن وضع التحكم في موارد التعليم بين أيدي الشعب الأمريكي من خلال الإعفاءات الضريبية للتعليم هو أفضل طريقة لتحسين التعليم. وتسمح الإعفاءات الضريبية للآباء والمواطنين الآخرين المعنيين بهذا الأمر أن يقوموا بتكريس المزيد من مواردهم للتعليم، كما تسمح للشعب الأمريكي بفرصة العمل المشترك مع التربويين والمعلمين لضمان حصول كل طفل على فرصة تلقي نوعية التعليم والجودة التي تتناسب مع الاحتياجات الفريدة لكل طفل.»
وقد تم تقديم مشروع القانون تحت ما أسماه عضو الكونغرس بول بـ «حزمة حرية التعليم»، بالإضافة إلى قانون تخفيض الضرائب من أجل تحسين التعليم، والذي من شأنه أن يسمح بإعفاء قدره 3000 دولار تتمثل في تبرعات للمدارس وبرامج المنح الدراسية، وأيضًا قانون تخفيض ضرائب المعلمين، والذي من شأنه أن يسمح بتخفيض قدره 1000 دولار لجميع المعلمين.
وقد تم الإشارة إلى مشروع القانون بصفته «مناصرًا للمدارس المنزلية»، كما أوصت جمعية الدفاع القانوني عن المدارس المنزلية «بقوة» for باعتماد القانون، كما صدقت على مشروع القانون في 2003 و2001 وذلك كما فعلت سابقًا في عام 1997. وفي عام 1999، أعلن حزب مينيسوتا الليبرالي وجود خطط لتمرير نسخة مينيسوتا من مشروع هذا القانون كجزء من جدول الأعمال التشريعية المعلن.
كجزء من حملته الانتخابية للرئاسة لعام 2008, صرح بول أنه إذا تم انتخابه كرئيس، فإنه سوف يقوم بتمرير قانون حرية التعليم للأسرة.

## نسخ سابقة
قدم بول مشروع هذا القانون بنسخ أخرى في جلسات أخرى للكونغرس.
- جلسة الكونغرس رقم 105: مجلس النواب 1816
- جلسة الكونغرس رقم 106: مجلس النواب 935
- جلسة الكونغرس رقم 107: مجلس النواب 368 (2001) تم تقديمه في 31 يناير، 2001

وقد شارك في تقديم هذه النسخة بارتليت ووتشارلي نوروود (جمهوري-جورجيا)وبوب شيفر (جمهوري-كولورادو).
- جلسة الكونغرس رقم 108: مجلس النواب 612 (2003) تم تقديم هذه النسخة في 5 فبراير، 2003، وتمت إحالتها إلى لجنة السبل والوسائل [10]
- جلسة الكونغرس رقم 109: مجلس النواب 406 (2005)

قام بتقديم هذه النسخة في بادئ الأمر؛ بارتليت وتوم تانكريدو (جمهوري-كولورادو) وسنسنبرنر ومارلين موسجريف (جمهوري-كولورادو) ووماريو دياز بالارت (جمهوري-فلوريدا) وفي نهاية الأمر حصل مشروع القانون على دعم 10 نواب آخرين. وقد تمت إحالة مشروع القانون إلى لجنة السبل والوسائل.

## وصلات خارجية
- Family Education Freedom Act of 2007 Full text
- Paul's column on the Act